# Virișmort, Arad
Virișmort (în maghiară Szádvörösmart, colocvial Vörösmart) este un sat în comuna Birchiș din județul Arad, Banat, România.

## Legături externe

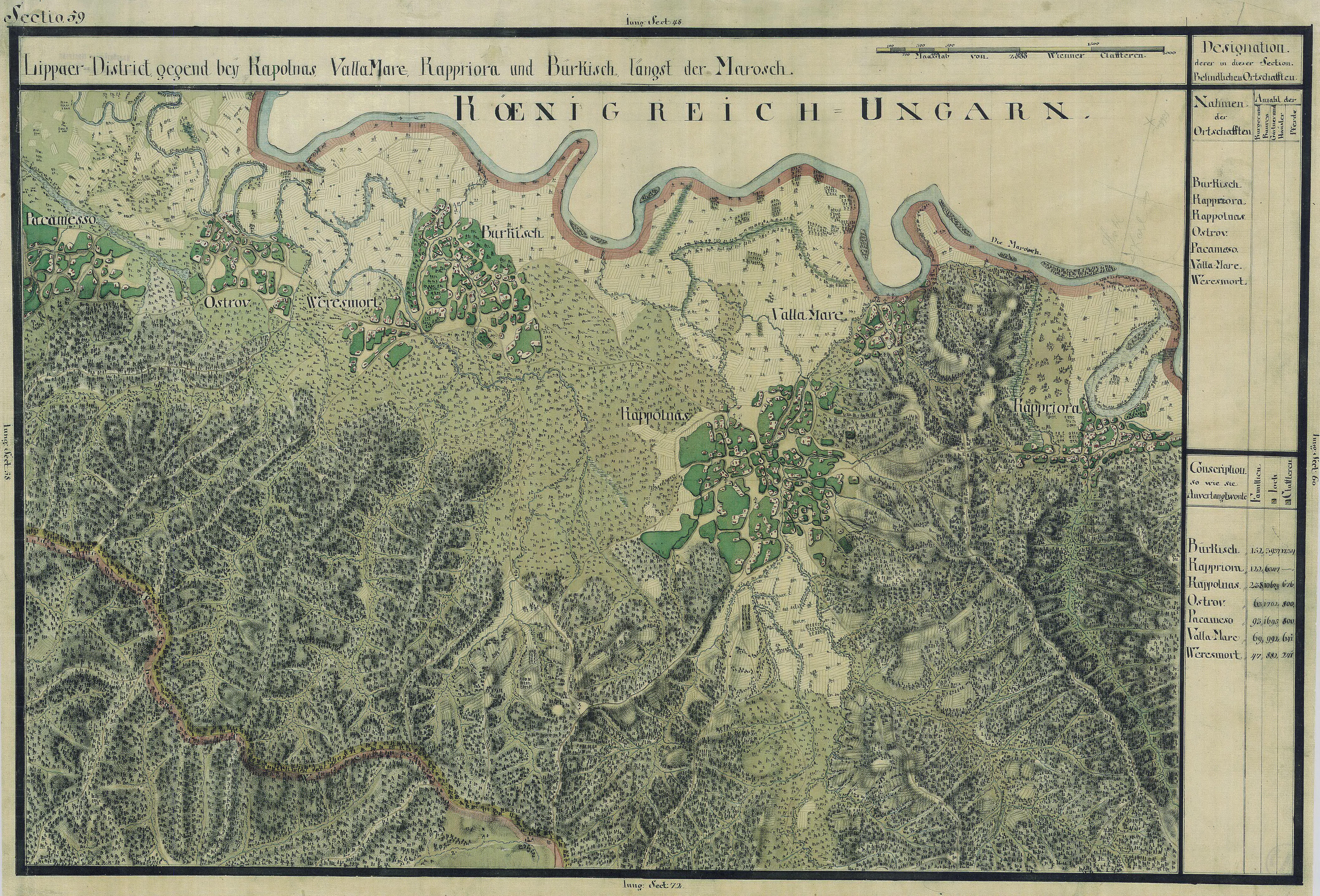
Virișmort în Harta Iosefină a Banatului, 1769-72